# Kamaka biwae
Kamaka biwae is een vlokreeftensoort uit de familie van de Kamakidae. De wetenschappelijke naam van de soort is voor het eerst geldig gepubliceerd in 1943 door Uéno.